# Кейн, Илайша Кент
Ила́йша Кент Кейн (в дореволюционных переводах и публикациях Элиша Кент Кэн англ. Elisha Kent Kane, 3 февраля 1820, Филадельфия, Пенсильвания, США — 16 февраля 1857, Гавана, Куба) — американский врач, путешественник и полярный исследователь. Первый полярник США, добившийся мировой известности и ещё при жизни удостоенный титула «Колумба Арктики».
Происходил из состоятельного семейства юристов и государственных деятелей. Получив медицинское образование, служил в американском военном флоте, участвовал в посольстве в Китай и войне с Мексикой. Участник двух морских экспедиций по поиску Джона Франклина. Экспедиция 1853—1855 годов под руководством Кейна открыла бассейн Кейна, пролив Кеннеди, ледник Гумбольдта и Землю Вашингтона (в северо-западной Гренландии), исследовав так называемый «американский путь» к Северному полюсу, которым на рубеже XIX—XX веков пользовался Роберт Пири. Художественно написанные и богато иллюстрированные книги Кейна стали бестселлерами и заложили стандарт описаний полярных путешествий. Кончина исследователя вызвала общественный резонанс, впоследствии превзойдённый лишь убийством Авраама Линкольна. Илайша Кейн удостоен высших наград географических обществ США, Великобритании и Франции. В его честь названы два судна ВМФ США, лунный кратер и бассейн Северного Ледовитого океана.

## Биография
Происходил из семейства американской элиты — по материнской линии внук героя Американской войны за независимость Томаса Лейпера, сын окружного судьи Джона Кейна, брат аболициониста Томаса Кейна. Обучался на геолога и гражданского архитектора в Виргинском университете, но из-за сердечного заболевания получил специальность медика в Пенсильванском университете (1842). В 1843 году нанялся на службу во флот, назначен на фрегат «Брендиуайн» в миссию Кушинга в Китай, совершив кругосветное путешествие. Принимал участие в исследовании острова Лусон. Далее служил у побережья Африки, где заразился лихорадкой, а в 1848 году был назначен в военную миссию в Мехико во время мексикано-американской войны. Далее служил в Береговой службе США.
В 1850 году подал заявку в экспедицию Де Хейвена, формальной целью которой был поиск пропавшего экипажа Франклина. Предположительно, главной целью являлось достижение «открытого полярного моря»: несколько веков существовала версия, что высокие широты в полярный день свободны ото льда и позволят добраться до Северного полюса. Кейн был нанят судовым врачом на 144-тонный бриг «Эдванс». В августе 1850 года бриг и шхуна «Реск» попали в ледовые поля пролива Веллингтона. Достигнув 75°24' с. ш., они смогли составить карты данного региона. Летом 1851 года экспедиция вернулась в Годхавн, а ледовая обстановка не позволила продолжать плавание. После возвращения в США Кейну было доверено написание и издание отчёта об экспедиции, он активно читал лекции, собиравшие множество слушателей.
После публикации отчёта британского путешественника Инглфилда, Кейн пришёл к выводу, что пролив Смита является «торной дорогой к полюсу» и даже к Берингову проливу. Ему удалось убедить спонсоров и Военно-морское министерство США. В новую команду вошли в основном люди без морского опыта, включая врача Айзека Хейса, астронома Августа Зонтага, и других. «Эдванс» отплыл 30 мая 1853 года, добрав команду в Западной Гренландии, которая теперь включала двух датчан и 46 ездовых собак. 23 августа достигли 78°41' с. ш., побив рекорд достижения полярных широт. Пройдя земли, исследованные Инглфилдом, Кейн открыл бассейн Пибоди, затем названный в честь него самого. Зимовку в столь высоких широтах европейцы ещё не проводили, вдобавок, Кейн совершил множество просчётов, снаряжая экспедицию. Он наивно рассчитывал на рыболовство и охоту, в результате чего голодали и люди, и собаки, вскоре началось поголовное заболевание цингой. Вдобавок зима оказалась экстремально холодной с температурами до −50 °C, из-за чего не удалось отправить санную партию. В апреле 1854 года до американцев добрались эскимосы из Ииты, у которых закупили полную упряжку. 27 апреля Кейн выступил в поход для отыскания северной оконечности Гренландии, но обессилел после достижения 79°05' с. ш. Склад, заложенный на обратный путь, был разграблен белыми медведями. Тем не менее, 20 мая был отправлен отряд Хейса для исследования острова Элсмир, названный Землёй Гриннелла — в честь спонсора. Они достигли мыса Сабин и проследовали на север до 79°45' с. ш., вернувшись только благодаря гренландским собакам. Далее моряки Мортон и Хендрик в июне — июле обследовали Бассейн Кейна и обнаружили пролив Кеннеди и на 81°22' с. ш. созерцали ледовитое Полярное море, по которому можно было добраться на санях до полюса.
Лето 1854 года было суровым, поэтому судно не освободилось ото льда. Кейну не хотелось проводить вторую зимовку, которую команда могла и не пережить, и он с шестью людьми отправился в 1000-мильный путь к острову Бичи, достигнуть которого из-за изломанных льдов не удалось. В августе моряки пытались взрывать лёд, но удалось пройти всего 300 метров. Кейн предложил морякам, которые опасались зимовать во второй раз, пройти в Упернавик самостоятельно. За это высказались 11 человек, включая Хейса. Хотя Кейн и отменил своё предложение, остальные, имея запас на пять недель, отбыли 28 августа. Начальник экспедиции объявил их дезертирами. Группа во главе с Хейсом и датчанином Петерсеном столкнулась с огромными трудностями, но в конце концов они встретили на острове Нортумберленд эскимосов. Добраться до Упернавика было невозможно, и, опасаясь, что эскимосы убьют белых из-за имущества, Петерсен решил вернуться на «Эдванс». Через три дня на судно выступил Хейс, пытавшийся украсть у эскимосов их собак. Между 7 и 12 декабря все вернулись на борт. Кейн рассчитывал перезимовать с восемью людьми, но теперь на борту их находилось 16, и они раскололись на две партии. К весне 1855 года цингой были больны четырнадцать зимовщиков; бодрым оставался только Кейн, который не брезговал мясом и кровью судовых крыс. Для отопления начали жечь мебель, переборки и внутреннюю обшивку судна. В марте дезертировали американец Годфри и датчанин Хендрик, но 2 апреля Годфри вернулся с полными санями моржового мяса, доложив, что Хендрик обосновался у эскимосов. Кейн отдал приказ идти на юг. Из корабельной древесины построили прочные сани для перевозки шлюпок. Выступили 17 мая, но груз был настолько тяжёл, что приходилось применять челночную схему. Плотник Ольсен умер от перенапряжения. Лишь 16 июня выжившие достигли открытого моря, и 6 августа, питаясь тюленями и птичьими яйцами, полярники добрались до Упернавика, проделав 1300 миль за 84 дня. Судно Королевской гренландской компании доставило их 11 сентября в Годхавн. Главным достижением группы Кейна было открытие так называемого «американского маршрута», которым спустя полвека пользовался Роберт Пири. Богато иллюстрированный отчёт Кейна долгое время пользовался славой самого читаемого произведения о путешествиях в Арктике.
После возвращения из Арктики Илайша Кейн в 1856 году женился на средней из сестёр Фокс, основателей спиритизма, — Маргарет. Лично он был убеждён, что спиритизм — это мошенническая практика, и всячески пытался отвратить жену от её семейства. Посетил Великобританию, где встречался с леди Франклин, откуда отплыл на Кубу для поправления здоровья. В Гаване он скончался после двух инсультов, тело было с почестями доставлено через Новый Орлеан в Филадельфию. Покойного захоронили в семейном склепе на кладбище Лорел-Хилл.

## Память
В 1935 году Международный астрономический союз присвоил имя Кейна кратеру на видимой стороне Луны.